# Szerafin (esztergomi érsek)
Szerafin (?–1104) a tizediknek számontartott esztergomi érsek volt 1095 és 1104 között. Előtte I. László király udvari káplánja, majd 1086-tól kancellárja volt. 1096-ban Piacenzában László királyt javasolta a keresztes háború hadvezéréül.

## Élete
Hasonlóan a többi korabeli elöljáróhoz, a magas születésű Szerafin is a királyi kápolna tagja volt, I. László uralkodása idején. A történelmi dokumentumokban először a Szent Mauríciusz Monostor 1086-os leltárában jelent meg, amelyet maga Szerafin írt, aki aztán királyi káplánként működött (így ő volt a felelős a királyi oklevelek kiadásáért, mivel a 12. század vége előtt nem volt állandó kancellária). Helyzetét figyelembe véve lehetséges, hogy az 1050-es évek végén vagy az 1060-as évek elején született. Két társkáplánja mellett tanúként volt jelen a somogyvári apátság 1091-es alapításánál.
Szerafint László uralkodásának utolsó hónapjaiban, 1094-ben vagy valószínűleg 1095 elején választották esztergomi érsekké. A Bakonybél-leltár 12. századi kiegészítése érsekként emlegette, aki László méltósága alatt elnyerte méltóságát. Közvetlenül halála előtt a király visszahívta száműzött unokaöccsét, Kálmánt Lengyelországból, amint azt a Képes Krónika állítja. Kálmánt 1096 elején Szerafin koronázta királlyá, a késedelem arra utal, hogy Álmos herceggel harcolt a koronáért, még mielőtt megállapodásra jutottak volna. Szerafin és Kálmán jól ismerték egymást, mivel az új uralkodó kezdetben egyházi pályára készült, és László uralkodása alatt püspökké is szentelték. Font Márta történész szerint Kálmánt csak akkor lehetett megkoronázni, ha II. Orbán pápa Szerafin kérésére felszabadította papi fogadalmaitól.
Szerafin a királyi hatalom erős bizalmasaként segítette Kálmánt, aki felhagyott elődje külpolitikájával és támogatta a pápát. Talán Szerafinnak volt döntő szerepe ebben a folyamatban. A király mégis elutasította a gregorián reformokat, és királyi hatalmat gyakorolt püspökeinek és apátjainak befektetésére. 1099 májusában Szerafin a cseh határon Uherské Hradištěbe kísérte, hogy találkozzon II. Bretislaus herceggel, ahol "megújították ősrégi baráti és békességi kötelékeiket, és esküvel erősítették meg őket" – állítja Prágai Kozmasz krónikás. Ezt követően Hermant, a prágai püspököt és a prágai kozmákat szentelte pappá Szerafin júniusban,  Esztergomban. Előtte IV. Henrik, a német-római császár áprilisban püspökké nevezte ki Hermant, így Szerafin Kálmán álláspontjának megfelelően elismerte a császár befektetési jogát a felszenteléssel.
1100 körül Kálmán és Szerafin zsinatot hívtak össze Tarcalban, amely az első lépéseket jelentette a nagyszabású egyházi szervezeti és kánonjogi reformokban, amelyek jellemezték Szerafin utódjának, Lőrincnek a kifejezését. Kálmán első Szerafinnak szentelt rendeletének prológja. A tanács nyolcvankét tézise kiterjesztette a püspökök igazságszolgáltatási és kormányzati hatáskörét, emellett minden püspökségben rendszeresen kétévente összehívták a zsinatokat. A zsinat megerősítette a püspökök tekintélyét a bencés kolostorok felett is. Ezek az intézkedések meghatározták Magyarország liturgikus jellemzőit a következő századra, egészen az 1222-es aranybulláig. A 18. századi tudós és Batthyány Ignác elöljáró félreértelmezése alapján korábban több történész, köztük Pauler Gyula és Závodszky Levente, akiket Esztergom első zsinata még Szerafin érseki hivatali ideje alatt fordult elő. Thuróczi János Chronica Hungarorum című műve azonban határozottan azt mondja, hogy mindkét esztergomi egyházi tanácsot Szerafin utódja, Lőrinc és utódai hívták össze.
A Szerafint utoljára 1103-ban említik, amikor Máté veszprémi püspök és Péter, a pannonhalmi apát között sikeresen közvetítettek egy per során. Szerafin az első esztergomi érsek, akinek munkatársai ismertek a történetírásban: a püspöki kápolnát először hivatali ideje alatt emlegették. Alberticus francia származású káplán feljegyezte és rendszerezte a tarcali zsinat kanonokait. Nyilatkozatát nyugati stílusú ritmikus prózában írta. Szerafin másik munkatársa a fiatal hospes Fulco volt, aki kezdetben Álmos herceg hűségéhez tartozott, majd belépett Szerafin udvarába. Az érsek halála után Fulco világi státusza ellenére papként szolgált öt veszprémi püspököt – Mátét, Nanát, Martyriust, Pétert és Pált. Végrendeletét 1146-ban tette.
Szerafin 1104-ben halt meg. 